# 辛格巴赫河
47°49′19″N 11°19′55″E / 47.82182°N 11.33208°E

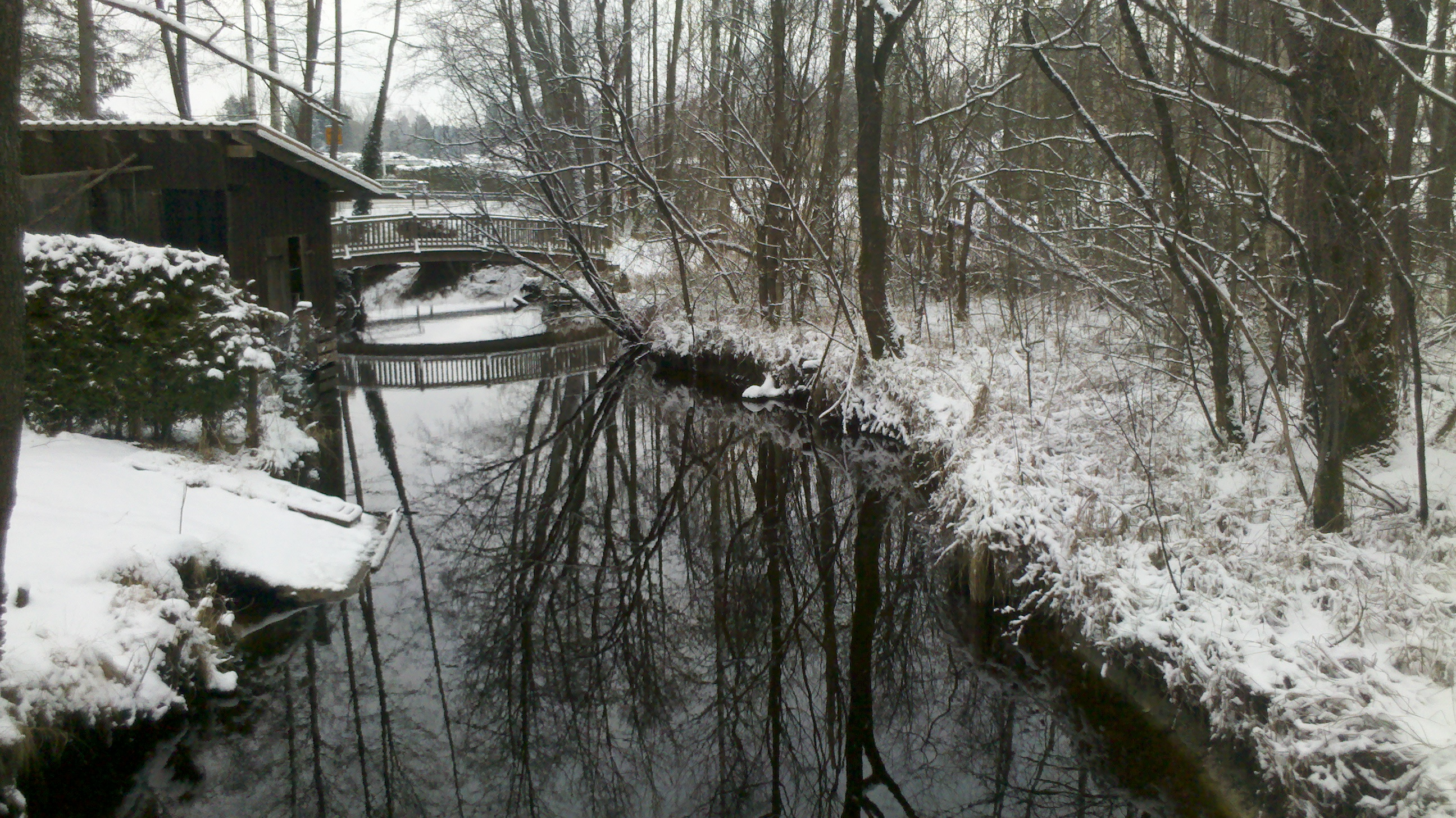

辛格巴赫河是德國的河流，位於該國東南部，由巴伐利亞負責管轄，河道全長8.1公里，流域面積9.1平方公里，最終在施塔恩貝格湖東南部。